# Ellen Schwiers

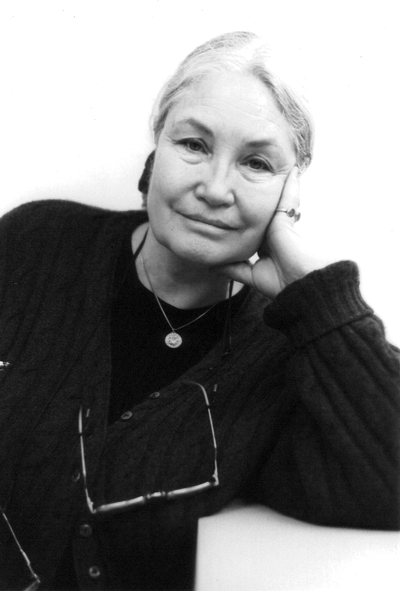
Ellen Schwiers, 2008

Ellen Schwiers-Jacob (* 11. Juni 1930 in Stettin; † 26. April 2019 in Berg am Starnberger See) war eine deutsche Film- und Bühnenschauspielerin.

## Leben
Ellen Schwiers stammte aus einer Schauspielerfamilie, ihr Vater war der Bühnenschauspieler Lutz Schwiers.  Aufgrund seines häufigen Engagementwechsels führte sie als Kind ein unstetes Leben. Nach dem Zweiten Weltkrieg verschlug es die Familie nach Hessen, wo Ellen Schwiers mit abgeschlossener Mittlerer Reife im Jahr 1945 zuerst das Bäcker- und später das Gärtnerhandwerk erlernte.
Nachdem sie Schauspielunterricht bei ihrem Vater erhalten hatte, begann sie nach bestandener Schauspielprüfung ihr erstes Engagement am Theater Koblenz. Zwischendurch arbeitete sie auch als Souffleuse. 1949 stand sie in dem Film Heimliches Rendezvous unter der Regie von Kurt Hoffmann erstmals vor der Kamera.
Ellen Schwiers spielte bis 1978 in diversen Filmen mit. Darin stellte sie meist problematische, verführerische Frauen dar, die Unruhe in das geordnete Leben ihrer Mitmenschen bringen wie in Das Erbe von Björndal (1960), Der letzte Zeuge (1960), Frau Irene Besser (1960) und Der Satan mit den roten Haaren (1964). Auch auf der Bühne wurde sie bevorzugt in derartige Rollen eingesetzt, ob als Buhlschaft in Jedermann (1961/1962, Salzburg), Lady Macbeth in Shakespeares Macbeth (1972, Tournee) oder Lysistrata in Hochhuths Lysistrata und die Nato (1974, Essen). Bei den Burgfestspielen Jagsthausen spielte sie die Adelheid im Götz von Berlichingen und weitere Rollen. 1984 wurde sie dort Intendantin.
Im Jahr 1956 heiratete sie den Filmproduzenten Peter Jacob (30. Dezember 1909 – 22. Februar 1992), den früheren Ehemann von Leni Riefenstahl. Aus der Ehe gingen zwei Kinder hervor, die ebenfalls Schauspieler wurden: Katerina Jacob (Der Bulle von Tölz) und Daniel Jacob (Ich heirate eine Familie). Ihr Sohn starb 1985 im Alter von 21 Jahren an einem Tumor.
1982 gründete Ellen Schwiers zusammen mit ihrem Ehemann und ihrer Tochter Katerina Jacob das Tourneetheater „Das Ensemble“ Jacob Schwiers GmbH, das sie auch nach dem Tod ihres Mannes 1992 weiterführte; heute ist die Tochter Geschäftsführerin der GmbH. Nachdem sie in den Burgfestspielen in Jagsthausen als Darstellerin tätig gewesen war, folgte eine erfolgreiche Arbeit als Intendantin von 1984 bis 1989 und 1992 bis 1994. Währenddessen inszenierte sie mehrfach Johann Wolfgang von Goethes „Götz von Berlichingen“, William Shakespeares „Was ihr wollt“ oder Bertolt Brechts „Mutter Courage und ihre Kinder“.
Ellen Schwiers’ Bruder Holger Schwiers ist als Schauspieler und Synchronsprecher tätig. Ihre Enkelin Josephine Jacob ist ebenfalls Schauspielerin, so wie auch ihre Cousinen Dagmar Hessenland und Heide Ackermann. Ellen Schwiers lebte in Berg am Starnberger See. Bereits im Jahr 2015 litt sie am Heyde-Syndrom. Zuletzt litt sie an starken Schmerzen und war bettlägerig, so dass sie Sterbehilfe in Betracht zog und ihr Leben durch Sterbefasten beendete. Schwiers wurde wunschgemäß eingeäschert.

## Filmografie
- 1949: Heimliches Rendezvous
- 1955: 08/15 Zweiter Teil
- 1955: Banditen der Autobahn
- 1956: Anastasia, die letzte Zarentochter
- 1956: Skandal um Dr. Vlimmen
- 1956: Zwischen Zeit und Ewigkeit
- 1957: Der König der Bernina
- 1958: Polikuschka
- 1958: Die Teufelin
- 1958: Helden
- 1958: Nackt wie Gott sie schuf
- 1959: Aus dem Tagebuch eines Frauenarztes
- 1959: Arzt aus Leidenschaft
- 1959: Wenn die Glocken hell erklingen
- 1959: Ich und die Kuh (La vache et le prisonnier)
- 1960: Das Erbe von Björndal
- 1960: Der Gauner und der liebe Gott
- 1960: Gustav Adolfs Page
- 1960: Der letzte Zeuge
- 1961: Gestatten, mein Name ist Cox (Fernsehserie)
- 1961: Mann im Schatten
- 1961: Frau Irene Besser
- 1961: Jedermann
- 1962: Camp der Verdammten
- 1962: Wenn beide schuldig werden
- 1962: Ein Toter sucht seinen Mörder
- 1963: Der Unsichtbare
- 1964: Tim Frazer jagt den geheimnisvollen Mister X
- 1964: Ein Frauenarzt klagt an
- 1964: Der Satan mit den roten Haaren
- 1965: Die Banditen vom Rio Grande
- 1965: 4 Schlüssel
- 1965: Herr auf Schloß Brassac (Le Tonnerre de Dieu)
- 1966: Der Würger vom Tower
- 1966: Hafenpolizei – Aufgelaufen
- 1967: Rocco – der Einzelgänger von Alamo
- 1967: Das Rasthaus der grausamen Puppen
- 1967: Landarzt Dr. Brock – Hubertusjagd
- 1970: Polizeifunk ruft – Die Konservendose
- 1970: Tod nach Mitternacht
- 1973: Der rote Schal (TV-Dreiteiler)
- 1976: 1900 (Novecento)
- 1977: Onkel Silas (TV-Zweiteiler)
- 1977: Fedora
- 1979: Heinrich der gute König (Le roi qui vient du sud, TV-Sechsteiler)
- 1980: Derrick: Auf einem Gutshof
- 1980: Lucilla
- 1981: Derrick: Kein Garten Eden
- 1984: Ärztinnen
- 1992: Sherlock Holmes und die sieben Zwerge
- 1996: Der Bulle von Tölz: Tod am Altar
- 1996: Polizeiruf 110: Der schlanke Tod (Fernsehreihe)
- 1997: Der Bulle von Tölz: Waidmanns Zank
- 1999: Dr. Stefan Frank – Der Arzt, dem die Frauen vertrauen – Fesseln der Liebe
- 2001: Tatort: Ein mörderisches Märchen (Fernsehreihe)
- 2003: Forsthaus Falkenau – Neubeginn
- 2003: Verschwende deine Jugend
- 2003: Tatort: Veras Waffen
- 2003: Mord am Meer
- 2003: Barbara Wood: Lockruf der Vergangenheit
- 2004: Mein Vater – mein Sohn
- 2005: Eine Liebe in Königsberg
- 2006: Doktor Martin
- 2007: Kreuzfahrt ins Glück – Arizona
- 2007: Unser Charly
- 2008: Das Rosencollier
- 2008: Doktor Martin
- 2008: In aller Freundschaft (Fernsehserie) – Folge 402: Die Lust zu leben
- 2010: Im Fluss des Lebens (Fernsehfilm)
- 2011: In den besten Jahren (Fernsehfilm)
- 2013: 3096 Tage
- 2014: München 7
- 2017: Die Spezialisten – Im Namen der Opfer (Fernsehserie, Folge Heldenkinder)[7]

## Auszeichnungen
- 1995: Verdienstmedaille des Landes Baden-Württemberg
- 1989: Bundesverdienstkreuz 1. Klasse
- 2013: Deutscher Schauspielerpreis („Starker Auftritt“ In den besten Jahren)